# カストリオ・イメリ
カストリオ・イメリ（Kastriot Imeri、2000年6月27日 - ）は、スイス・ジュネーヴ出身のサッカー選手。BSCヤングボーイズ所属。ポジションはMF。

## クラブ経歴
2013年にセルヴェットFCの下部組織に入団し、当時16歳だった2017年3月6日、チャレンジリーグのFCル・モン戦にてプロデビューを果たした。2017-18シーズンからセルヴェットFCのトップチームでプレーし始め、2018-19シーズンのスーパーリーグ昇格を経て、2021-22シーズンにはチーム内得点王となるリーグ戦11得点を記録した。
2022年8月16日、同じくスーパーリーグに所属していたBSCヤングボーイズに移籍し、4年契約を交わした。

## 代表経歴
コソボ系アルバニア人の両親の下スイスのジュネーヴに生まれ、世代別代表はスイスを選択した。
2021年11月12日、2022 FIFAワールドカップ・予選のイタリア代表戦にてスイス代表での初キャップを刻んだ。